# A 5120
A 5120 — офисный компьютер, производимый Robotron в городе Карл-Маркс-Штадт (ГДР).

## История
Производство велось начиная с 1982 года. Оснащался 8-битным микропроцессором, U880, клоном Zilog Z80. Предназначался для офисной работы и имел минимальные графические и звуковые возможности. В качестве носителя изначально предусматривался кассетный аппарат, который вскоре был заменён на дисковод для 8-дюймовых дискет.
В 1986 году была выпущена новая версия A 5120.16, которая была идентична A 5120, с добавлением двух дополнительных плат, одной с 16-битным микропроцессором U8000 (клон Zilog Z8000) и другой с DRAM 256 КБ. Оригинальная 8-битная система функционировала как подсистема ввода-вывода. В этой конфигурации он мог запускать относительно мощную операционную систему MUTOS8000 (производную от Unix System III). Вместо одного дисковода, предназначенного под 8-дюймовые дискеты, было добавлено три 5,25-дюймовых дисковода.
Всего было изготовлено около 17 000 единиц A 5120 и A 5120.16.

## Культура
В марте 1983 года в ГДР выпустили почтовую марку с изображением A 5120, которой было напечатано 4,5 миллиона экземпляров.
В 2015 году A 5120 был показан телесериале Германия-83 как пример технологического неравенства между ФРГ и ГДР в начале 1980-х годов.